# Montrond (Altos-Alpes)
Montrond é uma comuna francesa na região administrativa da Provença-Alpes-Costa Azul, no departamento de Altos-Alpes. Estende-se por uma área de 4,46 km². Em 2010 a comuna tinha 81 habitantes (densidade: 18,2 hab./km²).